# ريتشارد رورتي
ريتشارد رُورتي (بالإنجليزية: Richard Rorty) (ولد في 04 أكتوبر 1931 في نيويورك وتوفي في 08 يونيو 2007) فيلسوف أمريكي. يُعدّ، إلى جانب هيلاري پوتنام، من أبرز مُمثِّلِي العملانية. كان له مسار طويل في أقسام التدريس المتنوعة: الآداب، والفلسفة، والأدب المقارن. انتمى في البداية إلى تيار الفلسفة التحليلية، ثم نبذه فيما بعد.
تلقى ريتشارد تعليمه في جامعة شيكاغو وجامعة ييل، وكان لديه اهتمام كبير وتدريب واسع في تاريخ الفلسفة وفي الفلسفة التحليلية المعاصرة، شكلت هذه الأخيرة المحور الأساسي في عمله في جامعة برنستون في ستينيات القرن العشرين. رفض ريتشارد بعد ذلك التقليد الفلسفي الذي وفقه تتضمن المعرفة التمثيل الصحيح «مرآة الطبيعة» لعالم وجوده مستقل بشكل كامل عن ذلك التمثيل.
كان لدى رورتي مشوار أكاديمي طويل ومتنوع، بما في ذلك مناصبه في أستاذية ستيورات في الفلسفة في جامعة برينستون، وأستاذية كينان في العلوم الإنسانية في جامعة فيرجينيا، وأستاذية أدب المقارنة في جامعة ستانفورد. كتبه الأكثر تأثيرًا هي الفلسفة ومرآة الطبيعة «1979» وعواقب البراغماتية «1982»، والإمكانية، السخرية، والتضامن «1989».
وجد رورتي فكرة المعرفة «كمرآة للطبيعة» منتشرة عبر تاريخ الفلسفة الغربية. خلافًا لذلك النهج، دعا رورتي إلى شكل مبتكر من البراغماتية الأمريكية «التي تدعى أحيانا البراغماتية المحدثة» التي تشكل فيها الطرق العلمية والفلسفية مجرد مجموعة من الوحدات «المفردات» التي هجرها الناس أو تبناها على مر الزمن وفقًا للاصطلاحات الاجتماعية وفائدتها.
يعتقد رورتي أن التخلي عن اعتبارات الفكر التمثيلي في المعرفة واللغة سوف يؤدي إلى حالة ذهنية أطلق عليها «السخروية» (Ironism)، والتي يعي فيها الناس كليًا مكانتهم في التاريخ ومفرداتهم الفلسفية. ربط رورتي هذا المصطلح الفلسفي بفكرة «الأمل الاجتماعي»، اعتقد أن المجتمع الإنساني سوف يتصرف بسلمية أكثر دون اعتبارات الفكر التمثيلي، ودون الاستعارات بين العقل والعالم. وأكد أيضًا على أسباب تشكيل تفسيرات الثقافة كالمحادثة «بيرنستاين 1971» للمفهوم الأساسي لثقافة «ما بعد الفلسفة» المصممة على التخلي عن اعتبارات الفكر التمثيلي للإبستمولوجيا التقليدية، ودمج البراغماتية الأمريكية مع الطبيعية الداروينية.

## السيرة الذاتية
ولد ريتشارد رورتي في الرابع من أكتوبر في عام 1931، في مدينة نيويورك. كان والديه، جيمس ووينيفريد رورتي، ناشطين، وكاتبين، وديمقراطيين اجتماعيين. كان جده من جهة الأم، والتر راوشنبوش، شخصية رئيسية في حركة الإنجيل الاجتماعية في بدايات القرن العشرين. تعرض والده لانهيارين عصبيين في أواخر حياته، كان انهياره الثاني في مطلع ستينيات القرن العشرين أكثر جدية «إذ شمل ادعاءات بالبصيرة الإلهية». وبسبب ذلك، عانى ريتشارد رورتي من الاكتئاب في سن المراهقة وبدأ في عام 1962 تحليلًا النفسي لمدة ست سنوات حول العصاب الهوسي. كتب رورتي حول جمال زهرة الأوركيد الريفية في نيوجرسي في سيرته الذاتية القصيرة، «تروتسكي والأوركيد البرية». يبين نعي زميل رورتي، يورغن هابرماس، أن تجارب رورتي المتناقضة في طفولته قد شكلت بدايات اهتمامه في الفلسفة، مثل الأوركيد الجميلة مقابل قراءة كتاب في منزل والديه يدافع عن ليون تروتسكي ضد ستالين. ويصف رورتي على أنه رجل ساخر:
«لا شيء مقدس بالنسبة إلى رورتي الساخر. يُسأل في نهاية حياته عن «المقدس»، ليجيب الملحد الصارم بكلمات تذكرنا بنبرة هيغل الشاب: «إحساسي تجاه المقدس مقترن بالأمل على أن يأتي يومٌ ما يعيش فيه أحفادي اللاحقين في حضارة عالمية حيث يكون الحب هو القانون الوحيد تقريبًا».
التحق رورتي بجامعة شيكاغو في وقت قصير قبل بلوغه سن الخامسة عشر، حيث حصل على شهادة البكالوريوس ودرجة الماجستير في الفلسفة «دراسة تحت إشراف ريتشارد ماك كيون»، واستمر في جامعة ييل من أجل نيل درجة الدكتوراه في الفلسفة «1952-1956»، تزوج من أكاديمية أخرى، ايميلي أوكسنبرغ «أستاذة في جامعة هارفارد»، أنجب منها ولدًا، جاي، في عام 1954. بعد سنتين في جيش الولايات المتحدة، علم في كلية ويليسلي لمدة ثلاث سنوات حتى عام 1961. طلق رورتي زوجته وتزوج بعد ذلك من ماري فارني، عالمة في أخلاقيات علم الحياة في جامعة ستانفورد في عام 1972. أنجبا طفلين، كيفن وباتريشيا. وبينما كان ريتشارد رورتي «ملحدًا صارمًا» (هابرماس)، كانت ماري فارني رورتي مورمونية ممارسة.
كان رورتي أستاذًا في الفلسفة في جامعة برينستون لمدة 21 عاماً، في عام 1981، تسلم زمالة ماك آرثر، المعروفة باسم «جائزة العبقرية»، في السنة الأولى لمنحها، وفي عام 1982 أصبح أستاذًا كينيًا في العلوم الإنسانية في جامعة فيرجينيا. في عام 1997 أصبح رورتي أستاذًا في الأدب المقارن «والفلسفة، كمجاملة»، في جامعة ستانفورد، حيث أمضى بقية مسيرته الأكاديمية. كان يحظى خلال هذه الفترة خاصةً بشعبية، وقال مرةً مازحًا أنه تم تعيينه في منصب «أستاذ مؤقت للدراسات العصرية».
كانت رسالة رورتي في الدكتوراه، مفهوم الإمكانية، عبارة عن دراسة تاريخية للمفهوم، أنجزت تحت إشراف بول فايس، إلا أن أول كتاب «كمحرر»، الانعطاف اللغوي «1967»، كان وفق الوضع التحليلي السائد بدقة، جامعًا للمقالات التقليدية حول الانعطاف اللغوي في الفلسفة التحليلية. ومع ذلك، أصبح رورتي تدريجيًا على دراية بالحركة الفلسفية الأمريكية المعروفة باسم البراغماتية، خصوصًا كتابات جون ديوي. سبب العمل الجدير بالذكر الذي قام به الفلاسفة التحليليين مثل ويلارد فان أورمان كواين وويلفرد سيلارز تحولات كبيرة في تفكيره، وهو ما انعكس في كتابه اللاحق، الفلسفة ومرآة الطبيعة في عام (1979).
يعتقد البراغماتيين بشكل عام أن معنى الاقتراح محدد باستخدامه في الممارسة اللغوية. يجمع رورتي البراغماتية حول الحقيقة والمسائل الأخرى مع فلسفة اللغة الخاصة بفيتغنشتاين التي جاءت في وقت لاحق، والتي تعلن أن المعنى عبارة عن نتاج لغوي اجتماعي، والعبارات لا «ترتبط» مع العالم بعلاقة متجانسة. كتب رورتي في كتابه الإمكانية، السخرية، والتضامن «1989»:
لا يمكن للحقيقة أن تكون موجودة بذاتها -لا يمكن أن توجد بصورة مستقلة عن العقل البشري- لأن العبارات لا يمكن أن تكون مجردة، أو موجودة بذاتها. العالم موجود، لكن تفسيرات العالم غير موجودة. التفسيرات وحدها تحتمل الصحة والخطأ. لكن العالم بذاته، دون مساعدة مساعدة النشاطات البشرية في تفسيره، لا يحتملهما.
دفعت آراء كتلك رورتي للشك في العديد من الافتراضات الفلسفية الأساسية – وأدت لجعله فيلسوفًا ما بعد حداثي أو تفكيكي. ركز رورتي منذ أواخر ثمانينات القرن العشرين وخلال تسعينيات القرن العشرين على التقاليد الفلسفية القارية، دراسًا كلًا من أعمال فريدريك نيتشه، ومارتن هايدجر، وميشال فوكو، وجان فرانسوا ليوتار، وجاك دريدا. تضمنت أعماله في هذه الفترة: الإمكانية، السخرية، والتضامن «1989»، ومقالات عن هايدغر وآخرين: أوراق فلسفية «1991»؛ والحقيقة والتقدم: أوراق فلسفية «1998». يحاول كلًا من العملين الأخيرين ردم الهوة بين الفلسفة التحليلية والقارية معتبرًا أن تقاليد كليهما تكمل إحداها الآخر بدلًا من أن تعارض بعضها بعضًا.
وفقًا لرورتي، ربما لم ترق الفلسفة التحليلية إلى مستوى ادعاءاتها وربما لم تحل الألغاز التي ظنت أنها حلتها. ولكن فلسفة كهذه، أثناء إيجاد الأسباب من أجل وضع تلك الادعاءات والألغاز جانبًا، ساعدت نفسها في اكتساب مكانة هامة في تاريخ الأفكار. من خلال التخلي عن البحث عن اليقين المنطقي والنهائية التي شارك إدموند هوسرل في تبنيها مع رودولف كارناب وبيرتراند راسل، ومن خلال العثور على أسباب جديدة للتفكير بأن سعيًا كهذا لن يُكتب له النجاح، مهدت الفلسفة التحليلية الطريق الذي يؤدي إلى ما بعد العلموية، تمامًا كما مهد الألمانيون المثاليون الطريق الذي التف حول التجريبية.
وفي السنوات الخمس عشرة الأخيرة من حياته، استمر رورتي في نشر مؤلفاته، بما في ذلك أربع مجلدات من أوراقه الفلسفية المؤرشفة، تحقيق بلادنا «1998»، وهو بيان سياسي يعتمد جزئيًا على قراءات ديوي ووالت ويتمان الذي دافع فيها عن فكرة اليسار التقدمي البراغماتي ضد ما يشعر بأنه موقف انهزامي، ومناهض لليبرالية، وغير إنساني يتبناه اليسار النقدي والمدرسة القارية. شعر رورتي أن هذه المواقف غير الإنسانية تمثلها شخصيات مثل نيتشه، وهايدغر، وفوكو. كان المنظرون كأولئك مسؤولون أيضًا عن «الأفلاطونية المقلوبة» التي حاولوا فيها صياغة فلسفات جامعة، وميتافيزيقية، و«سامية»- والتي ناقضت في الواقع ادعاءاتها الجوهرية بكونهم ساخرين وإمكانيين. ركزت أعمال رورتي الأخيرة، بعد انتقاله إلى جامعة ستانفورد، على مكانة الدين في الحياة المعاصرة، والمجتمعات الليبرالية، والأدب المقارن والفلسفة بوصفها «سياسات ثقافية».
قبل مده قصيرة من وفاته، كتب نصًا يدعى «نار الحياة»، «نشر في نوفمبر في عدد نوفمبر لعام 2007 الخاص بمجلة الشعر»، تأمل فيه في تشخيص مرضه وراحة الشعر. يختتم قائلًا: «أتمنى الآن لو أنني قضيت المزيد من حياتي مع البيت الشعري. هذا ليس لأنني أخاف افتقاد الحقائق التي لا يمكنها البيان في النثر. لا توجد مثل هذه الحقائق؛ لا يوجد شيء يعرفه سوينبورن، ولاندور عن الموت فشل إبيقور وهايدغر في فهمه. وإنما لأنني لو تمكنت من تجاوز المزيد من المواضيع الرتيبة لربما كنت قد عشت بشكل أعمق -تمامًا كما كان ليحدث لو أنني كنت قد صنعت المزيد من الأصدقاء المقربين. الثقافات الغنية بالمفردات أكثر إنسانية –أبعد عن الوحوش- من الثقافات ذات المفردات الأقل؛ الأفراد من الرجال والنساء هم أكثر إنسانية عندما تقترن ذكرياتهم مع أبيات شعرية».
في الثامن من يونيو في عام 2007، توفي رورتي في منزله إثر إصابته بسرطان البنكرياس.

## أعماله
له عدة أعمال فلسفية، من أهمها:
- الفلسفة ومرآة الطبيعة، ترجمة حيدر حاج إسماعيل، (المنظمة العربية للترجمة 2009) 1979 (Philosophy and the Mirror of Nature).
- نتائج العملانية 1982 (Consequences of Pragmatism).
- العرضية، السخرية والتضامن 1989 (Contingency, Irony, and Solidarity).
- الموضوعية، النسبانية والحقيقة: بحوث فلسفية-1 1991 (Objectivity, Relativism and Truth: Philosophical Papers I).
- دراسات عن هايدغر وآخرين: بحوث فلسفية-2 1991 (Essays on Heidegger and Others: Philosophical Papers II).
- الحقيقة والتقدم: بحوث فلسفية-3 1998 (Truth and Progress: Philosophical Papers III).
- الفلسفة والأمل الاجتماعي 2000 (Philosophy and Social Hope).
- ضد الرؤساء وضد حكومات الأقلية: محادثة مع ريتشارد رورتي 2002 (Against Bosses, Against Oligarchies: A Conversation with Richard Rorty).
- مستقبل الدين (مع جياني فاتيمو) 2005 (The Future of Religion).
- الفلسفة كسياسة ثقافية: بحوث فلسفية-4 2007 (Philosophy as Cultural Politics: Philosophical Papers IV).

## روابط خارجية
- ريتشارد رورتي على موقع IMDb (الإنجليزية)
- ريتشارد رورتي على موقع الموسوعة البريطانية (الإنجليزية)
- ريتشارد رورتي على موقع مونزينجر (الألمانية)
- ريتشارد رورتي على موقع إن إن دي بي (الإنجليزية)